# Воскресенский собор (Старая Русса)
Собор Воскресения Христова — действующий православный храм в Старой Руссе.

## История
Собор в память Воскресения Иисуса Христа находится на берегу реки Полисть при впадении в неё Перерытицы.
На месте Воскресенского собора в 1612 году во время шведской оккупации была построена деревянная крепость. Она имела деревянные дубовые стены; кругом их были земляные валы, а по углам стояли каменные башни (Покровская, Тайницкая, Чертовесная, Глухая, Наугольная) Это был маленький острог. Там же находились воеводский дом, съезжая изба, пороховой амбар или казна, лавки, кабак, подьяческая, казённые житницы. Около Покровской башни была возведена небольшая церковь в честь Покрова Пресвятой Богородицы. Точная дата строительства её не известна, но из описи, сделанной в 1625 году Н. Чоглоковым, значится, что во время шведского нашествия (1611 год — 1615 год) церковь не была разорена. Долгое время именно она была соборной церковью Старой Руссы. Но со временем город рос, а церковь ветшала.
В 1690-е годы соборный староста Михаил Фёдорович Сомров с прихожанами на своё иждивение решил перестроить храм. В результате на месте церкви в 1692—1696 годах был построен в первом малом виде каменный собор Воскресения Христова. Состоял он из трёх приделов и был освящён при большом скоплении народа: Покровская церковь была освящена с благословения митрополита Новгородского Евфимия в 1697 году; церковь Воскресения Христова с благословения митрополита новгородского Иова старорусским архимандритом Серапионом 2 октября 1705 года; Предтеченская — освящена при том же митрополите 1 (12) июля 1706 года. Первоначально храм представлял собой довольно большую, почти квадратную постройку (16 х 17,7 метров, без апсид), с двумя наружными приделами и галереей, трехчастным членением фасадов профилированными лопатками, арками закомар, возможно, с палаточным завершением и пятиглавием. Закомары отделялись от стен декоративным фризом из квадратных нишек, на каждом фасаде имелось по три больших окна с нарядными наличниками.
Была при соборе и каменная двухэтажная колокольня, но 1797 году она была разобрана. На её месте в 1801 году возведена четырёхъярусная (на средства соборного старосты И. П. Красильникова). На третьем ярусе располагались часы (с 1811 года), бьющие в восемь колоколов каждые четверть часа и каждый час. Канат, на котором располагались гири, достигал 85 м, а проволока внутри — 128 метров. В 1835 году колокольню вновь перестраивают. По сведениям В. И. Пилявского, был «надложен» верхний круглый круглый ярус «для наблюдения за пожарами». Как и на соборе, работы велись по проекту В. П. Стасова. В середине XIX века на колокольне висели десять колоколов весом 265, 120, 60 пудов и меньше.
Воскресенский собор в разные годы посещали императоры Пётр I, Екатерина II, Александр I, Николай I, Николай II. Постепенно храм старел, в него уже не вмещались все прихожане, поэтому было принято решение о перестройке храма. В 1833 году с соизволения императора Николая I приделы старого храма были перестроены и увеличены. Сам император добавил 16,5 тысяч рублей к сумме, собранной прихожанами. Строительство шло под руководством начальства военных поселений.
Составление проекта было поручено архитектору В. П. Стасову. Были сломаны приделы, паперти, апсиды, а затем возведены вновь. Представитель русского ампира Стасов добивался торжественного звучания архитектурного образа. От старого здания были оставлены лишь северная, южная и западная стены четверика, но и на них перебиты окна, срублен и заштукатурен декор. Памятник XIX века представляет собой большой кубический основной объём, окружённый с трёх сторон пониженной широкой галереей. В 1833 году старорусским епископом Тимофеем были освящены приделы, а в следующем году — главный престол.
В 1906 году были проведены работы по укреплению проседающего фундамента.
До 1936 года собор служил храмом для рушан. В 1923—1932 годах он был кафедральным храмом обновленческих епископов Старорусских: Алексия (Тогатова), Александра (Лебедева), Михаила (Фивейского), Палладия (Бельтюкова), Капитона (Лаврова), Николая (Гиляровского), Александра (Шубина). Затем ему пришлось пережить немало страшных лет. Позднее в его стенах разместился краеведческий музей города.
Во время второй мировой войны немецкие войска превратили собор в конюшню. В ходе бомбежек и боёв за освобождение города были утрачены барабаны галереи, в стенах имелось множество пробоин, была повреждена крыша. На колокольне утрачены шпиль, купол, куранты и деревянные перекрытия.
После освобождения Старой Руссы в соборе располагались: клуб, кинематограф, различные склады. В 1984 году после капитального ремонта был открыт музей Северо-Западного фронта, где принимали в пионеры юных школьников. И только 1 октября 1992 года собор вновь стал действующим храмом. В сентябре 1992 года в Воскресенский собор были доставлены восемь колоколов, отлитых на Южно-Уральском литейном заводе (город Каменск-Уральский).
В 2008 году по заказу Федерального агентства по культуре и кинематографии начались реставрационные работы. 12 июля 2008 года в 11 часов состоялось освящение и поднятие креста на позолоченный шпиль колокольни. Сам храм решено перекрасить в красный цвет, которого он никогда не имел (равно как и позолоты). С 1890 года собор и колокольня белились, а ранее имели окраску «неопределённо-серого цвета».
16 мая 2009 года состоялся чин освящения и поднятие девяти крестов на отреставрированные золоченые купола Воскресенского собора. Реставрационные работы на данном объекте организация ООО «Межрегионреставрация» начала ещё в 2007 году. Работы проходят при государственной поддержке согласно федеральной программе, осуществляемой Министерством культуры Российской Федерации.

## В нумизматике
- В 2002 году Воскресенский собор был изображён на монете в 10 рублей из серии «Древние города России». На реверсе монеты также изображены Герб Старой Руссы и Муравьёвский фонтан. Монета отчеканена на Санкт-Петербургском монетном дворе. Художник — А. С. Кунац, скульптор — А. А. Долгополова.